# Hôtel de Marisy

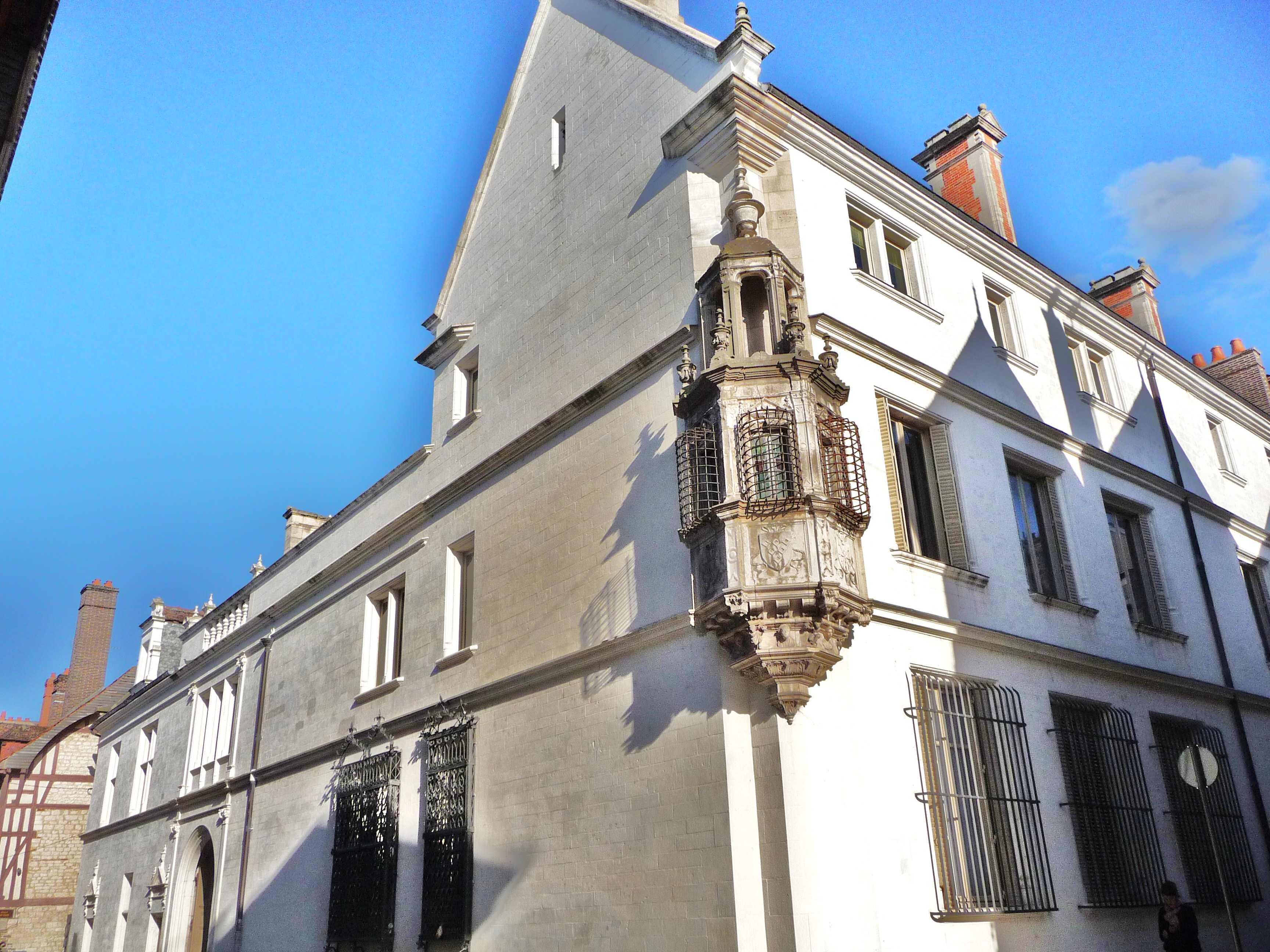
Hôtel de Marisy in Troyes

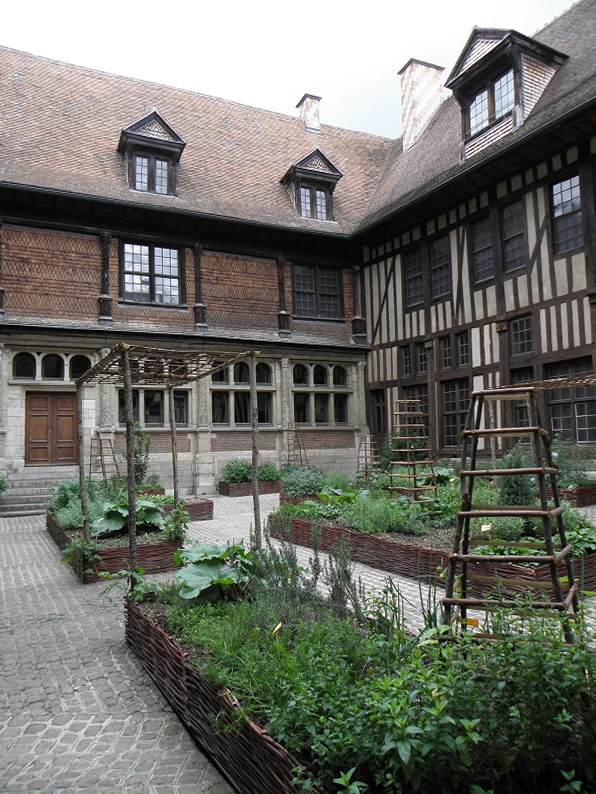
Innenhof

Das Hôtel de Marisy in Troyes, dem Verwaltungssitz des Départements Aube in der Region Grand Est, wurde um 1532 errichtet. Das Hôtel particulier an der Rue Charbonnet Nr. 9, an der Ecke zur Rue des Quinze-vingt, ist seit 1862 als Monument historique klassifiziert.

## Geschichte
Der Stadtpalast wurde nach dem großen Stadtbrand im Jahr 1524 für Claude de Marisy, einem ehemaligen Bürgermeister der Stadt, erbaut. Das Wohnhaus im Stil der Renaissance besitzt einen reich geschmückten Eckerker.